# Brandmühle (Oberuckersee)

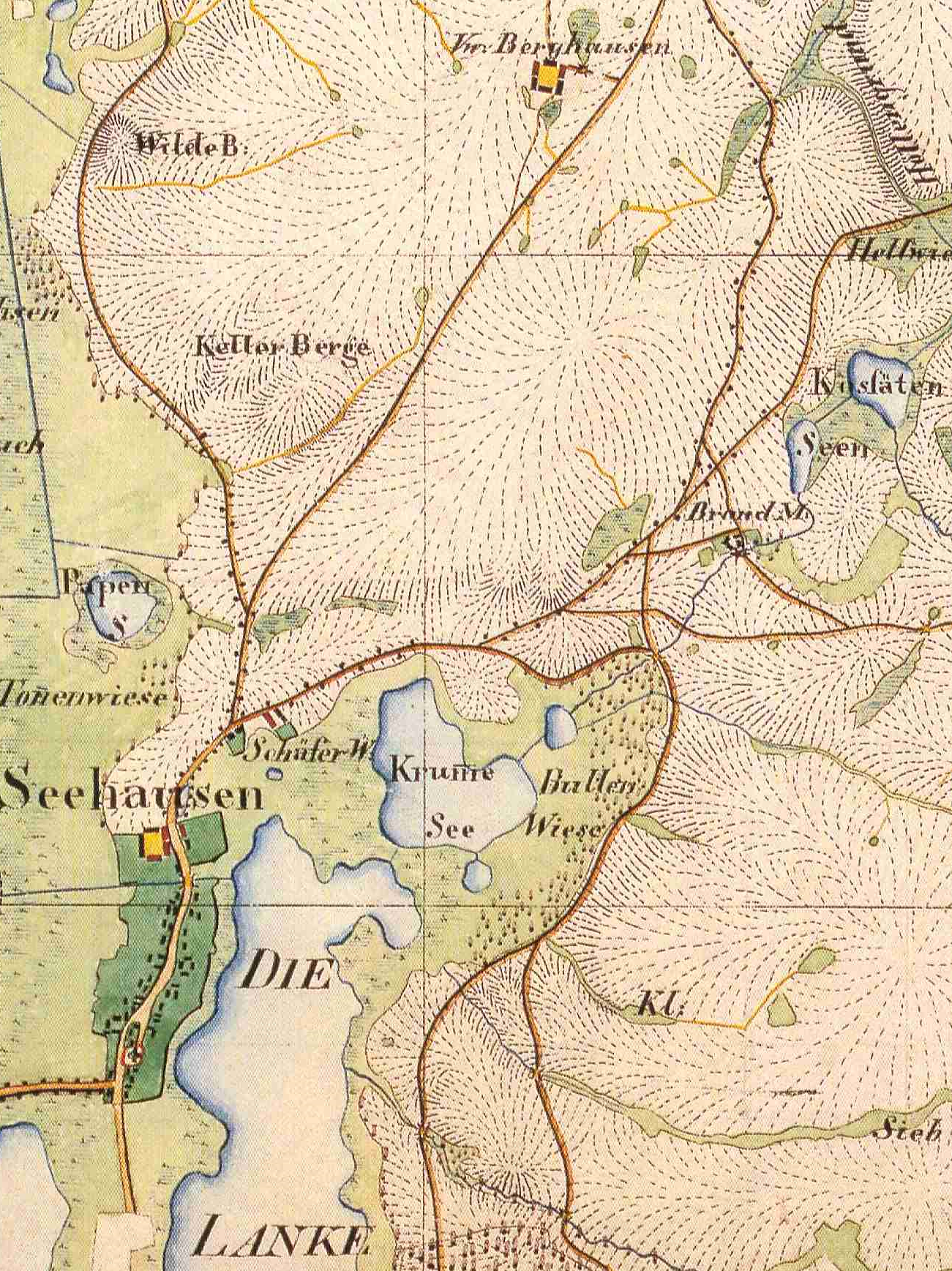
Seehausen mit den Wohnplätzen Berghausen und Brandmühle auf dem Urmesstischblatt von 1827

Brandmühle ist ein Wohnplatz im Ortsteil Seehausen der Gemeinde Oberuckersee (Landkreis Uckermark, Brandenburg). Die Gemeinde Oberuckersee ist Teil der Verwaltungsgemeinschaft Amt Gramzow. Die Mühle wurde 1555 erstmals urkundlich erwähnt.

## Lage
Der Wohnplatz Brandmühle liegt Luftlinie knapp zwei Kilometer nordöstlich vom Ortskern von Seehausen entfernt. Er ist über eine Abzweigung von der K7318, die vom Bahnhof Seehausen nach Blankenburg führt zu erreichen. Im Mühlteich vereinigen sich der Rauegraben und ein Graben, der aus dem kleineren der Kossäthenseen dem Mühlteich zufließt. Der Wohnplatz liegt auf 29 m ü. NHN

## Geschichte
Im Landbuch von 1375 werden zwei Mühlen bei Seehausen genannt. Eine davon war schon wüst. Ob die andere Mühle die Brandmühle war, ist allerdings unsicher. 1542 wird in einer Urkunde ein Müller in Seehausen genannt. Zwar erscheint auch hier kein Mühlenname, aber 1555 wird dann erstmals der Müller auf der Brandmühle genannt. Damit darf die Existenz der Brandmühle sicher auch schon für 1542 angenommen werden. 1558 war die Brandmühle im Erbbesitz des Peter Meier. 1575 war neben der Wassermühle mit einem Rad noch eine Windmühle entstanden. 1592 heißt es: die Seehausische Mühle, genannt die Brandtmolle. Sie hatte nur einen Wassergang; zur Brandmühle gehörte auch damals eine Windmühle. 1686 war die Windmühle eingegangen. 1716 wird die Brandmühle nur noch als Wassermühle mit zwei Mahlgängen beschrieben. Bis 1745 war die Windmühle dann wieder aufgebaut worden. Die Wassermühle hatte nur noch einen Gang. 1775 gehörte zur Wassermahlmühle und Windmühle eine Feuerstelle (= Wohnhaus). Bratring beschreibt die Brandmühle als Wasser- und Windmühle bei und zu Seehausen gehörig. Dazu gehörte ein Wohnhaus, das damals acht Bewohner hatte. Das Ortschaftsverzeichnis von 1817 beschreibt Brandmühle ebenfalls als Wasser- und Windmühle. Für dieses Jahr werden aber 10 Bewohner angegeben. Im Urmesstischblatt von 1827 ist aber keine Windmühle (mehr) verzeichnet. Nach der Topographisch-statistische(n) Uebersicht des Regierungs-Bezirks Potsdam und der Stadt Berlin war 1841 auch kein Wohnhaus mehr vorhanden, der Wohnplatz unbewohnt. Es ist nur eine Wassermühle genannt.
Berghaus beschreibt die Brandmühle 1855 als massives Gebäude ungefähr eine Viertel Meile vom Ort Seehausen entfernt. 1855 war die Wassermühle abgebrannt und außer Betrieb. Bratrings Beschreibung bezieht sich auf das Mühlengebäude vor dem Brand. Die Wassermühle wurde aber bis 1858 wieder aufgebaut. 1860 war die Brandmühle eine Wassergetreidemühle mit einem Wohnhaus und sechs Wirtschaftsgebäuden, darunter auch die Wassermühle. 1871 gehörte zur Brandmühle ein Wohnhaus mit 28 Bewohnern. Brandmühle war Teil des Gemeindebezirks Seehausen.
Die TK25 von 1889, 1911 und 1936 (Berichtigungen in der Ausgabe von 1911, einzelne Nachträge in der Ausgabe von 1936) verzeichnen aber wiederum neben der Wassermühle eine Windmühle auf einem kleinen Hügel knapp 200 Meter nördlich der Wassermühle.
| Jahr      | 1774 | 1790 | 1801 | 1817 | 1835 | 1840 | 1858 | 1871 | 1925 |
| Einwohner | 8    | 11   | 8    | 10   | 15   | 28   | 10   | 13   | 10   |

## Kommunale Geschichte
Die Brandmühle gehörte immer zu Seehausen und ausgangs des Mittelalters und frühen Neuzeit zum Uckermärkischen Kreis der Mark Brandenburg. Mit der Kreisreform von 1816/17 kam Seehausen zum Kreis Angermünde der Provinz Brandenburg. Mit der Kreisreform von 1952 wechselte Seehausen in den Kreis Prenzlau im Bezirk Neubrandenburg. Und mit der Kreisreform von 1993 wurden die drei Kreise Prenzlau, Angermünde und Templin zum Landkreis Uckermark zusammengeschlossen.
Mit der Herausbildung von Gemeinde- und Gutsbezirken ab Mitte des 19. Jahrhunderts kam die Brandmühle zum Gemeindebezirk Seehausen. Mit der Bildung der Amtsbezirke in der Provinz Brandenburg 1874 wurde der Gemeindebezirk Seehausen mit der Brandmühle und dem Bahnhof Seehausen an den Amtsbezirk Nr. 1 Seehausen des Kreises Angermünde angeschlossen. Amtsvorsteher war der Pächter des Schulgutes Seehausen Friedrich Steinicke, sein Stellvertreter der Gutsbesitzer Wölle auf Warnitz. Guts- und Gemeindebezirk Seehausen wurde erst 1928 zur Landgemeinde Seehausen vereinigt. 1931, 1957 und 1977 war Brandmühle ein Wohnplatz der Gemeinde Seehausen. Nach der Wende bildete Seehausen zusammen mit 13 anderen Gemeinden die Verwaltungsgemeinschaft Amt Gramzow. Zum 31. Dezember 2001 erfolgte der Zusammenschluss von Seehausen, Blankenburg, Potzlow und Warnitz zur Gemeinde Ovberuckersee. Seither ist Seehausen ein Ortsteil dieser Gemeinde. Die Brandmühle ist ein Wohnplatz im Ortsteil Seehausen der Gemeinde Oberuckersee.

## Mühlenbesitzer
- 1558 Peter Meier[7]
- vor 1650 Sasse[10]
- 1713 bis 1731 Gürgen Wartenberg, Mühlenmeister[11]
- 1734 Jacob Wartenberg, Mühlenbescheider[11]
- um 1750 Gustav Wartenberg, Erb-Mühlenmeister[11]
- vor 1756 Johann Paul Rehfeld[12]
- 1779 Ludwig Schultz[13]
- 1780 Carl Wartenberg, Mühlenbescheider[11]
- 1844 Westphal[14]
- 1927 Hugo Schumacher[15]
- 1929 Wilhelm Stühmke[16]

## Anmerkung
1. ↑  Das Historische Ortslexikon gibt dagegen fälschlicherweise an, dass Brandmühle zum Gutsbezirk Seehausen gehörte.